# Podlaskowo
Podlaskowo (biał. Падляскоўе; ros. Подлесковье) – wieś na Białorusi, w obwodzie mińskim, w rejonie stołpeckim, w sielsowiecie Derewno.

## Historia
W dwudziestoleciu międzywojennym leżało w Polsce, w województwie nowogródzkim, w powiecie stołpeckim, w gminie Derewno. W 1921 miejscowość liczyła 81 mieszkańców, zamieszkałych w 18 budynkach, wyłącznie Polaków. 80 mieszkańców było wyznania rzymskokatolickiego i 1 prawosławnego.
W czasie II wojny światowej 3 mieszkańców Podlaskowa dołączyło do Zgrupowania Stołpeckiego Armii Krajowej. Wśród nich był urodzony w 1916 plut. Władysław Wilniewiec pseud. Grzmot, który poległ 7 września 1944 w Piaskach Królewskich w czasie akcji na tartak w Piaskach Królewskich.
Po II wojnie światowej w granicach Związku Radzieckiego. Od 1991 w niepodległej Białorusi.